# تاکشی ناگاتا
تاکشی ناگاتا (انگلیسی: Takeshi Nagata؛ ۲۴ ژوئن ۱۹۱۳ – ۳ ژوئن ۱۹۹۱) یک ستاره‌شناس، سیاح، و فیزیک‌دان اهل ژاپن بود.